# Вымещение (психология)
Вымеще́ние (замеще́ние, смеще́ние) — защитный механизм психики, заключающийся в бессознательной переориентации драйва, эмоции, озабоченности чем-либо или поведения с первоначального или естественного объекта на другой, потому что его изначальная направленность по какой-то причине тревожно скрывается.

## Описание
Вымещение — это психологический механизм удовлетворения, разрешения побуждений личности за счёт «нейтрального» объекта, если по каким-либо причинам прямое удовлетворение невозможно. Вымещение проявляется в разнообразных вербальных, эмоциональных, двигательных реакциях личности, которые направлены не на объект, вызвавший напряжение, а на совершенно нейтральный, случайный объект. 
Например, многие люди часто не могут не только наказывать своих обидчиков, но и просто им противоречить. Поэтому в качестве «громоотвода» для них могут выступать их супруги, родители, дети, домашние животные. Также на работе если нельзя обвинить в чём-то руководителя, то можно обвинить в этом других исполнителей («вот кто во всём виноват»).  Распространенный пример вымещения — ребёнок, который, после того как его наказали родители, толкает свою младшую сестру, пинает её собачку или ломает её игрушки.